# 金東漢 (軍人)
金 東漢（キム・ドンハン、김동한）は、ソビエト連邦及び北洋軍閥の軍人。

## 経歴
1893年、咸鏡南道端川に生まれる。ロシアに渡り1911年にハバロフスク幼年学校に入学。1913年からイルクーツク士官学校で学び1916年に卒業した。イルクーツクの第27連隊に配属。少尉の時にロシア革命を迎え、モスクワでロシア共産党に入党した。トロツキー派に属し、高麗共産党軍事委員や赤軍朝鮮革命軍将校団長などを歴任した。
1922年、党を除名されウラジオストク監獄に投獄された。翌年に釈放されると呉佩孚軍閥に参加した。1924年、ソ連に逮捕され日本領事館に引き渡された。1925年、朝鮮に渡り反共親日に転向した。
1934年、間島協助会会長。特別工作隊を設け、日本の憲兵と協力して中国共産党と遊撃隊の内部分裂を促進させようと活動した。1937年末、東北抗日連軍第8軍の工作中に金正国の部隊によって処刑される。